# Салиев, Ваха Пахрудинович
Ваха Пахрудинович Салиев (род. 24 января 1965, Грозный) — советский и российский боксёр, заслуженный тренер России (1993), судья международной категории АИБА.

## Биография
Родился в городе Грозный. Учился в средней школе № 2 Грозненского района в селе Алхан-Кала. Окончил спортивный факультет педучилища (1981—1984) в Грозном, а затем спортивный факультет Харьковского педагогического института (1986—1990). Начал заниматься боксом в 1980 году. Его наставниками были Юрий Вебер и Заслуженный тренер СССР и России Григорий Вартанов. С 1984 года по настоящее время с перерывами работает тренером грозненской детской юношеской спортивной школы. Воспитал пять мастеров спорта СССР и пять мастеров спорта России. В 1993 году стал самым молодым заслуженным тренером по боксу России. Является судьёй международной категории АИБА.

## Известные воспитанники
- Арсангалиев, Ислам Абдулаевич (1974) — мастер спорта СССР международного класса, бронзовый призёр Кубка мира по боксу, победитель многих международных турниров;
- Жабиев, Ибрагим — бронзовый призёр Кубка России среди взрослых;
- Мударов, Исрапил — победитель первенства России среди юношей 1998 года (Геленджик).